# ماريوس باور
ماريوس باور (بالهولندية: Marius Bauer)‏ هو مصمم ليثوغراف ورسام هولندي، ولد في 25 يناير 1867 في لاهاي في هولندا، وتوفي في 18 يوليو 1932 في أمستردام في هولندا بسبب سكتة.

## معرض صور

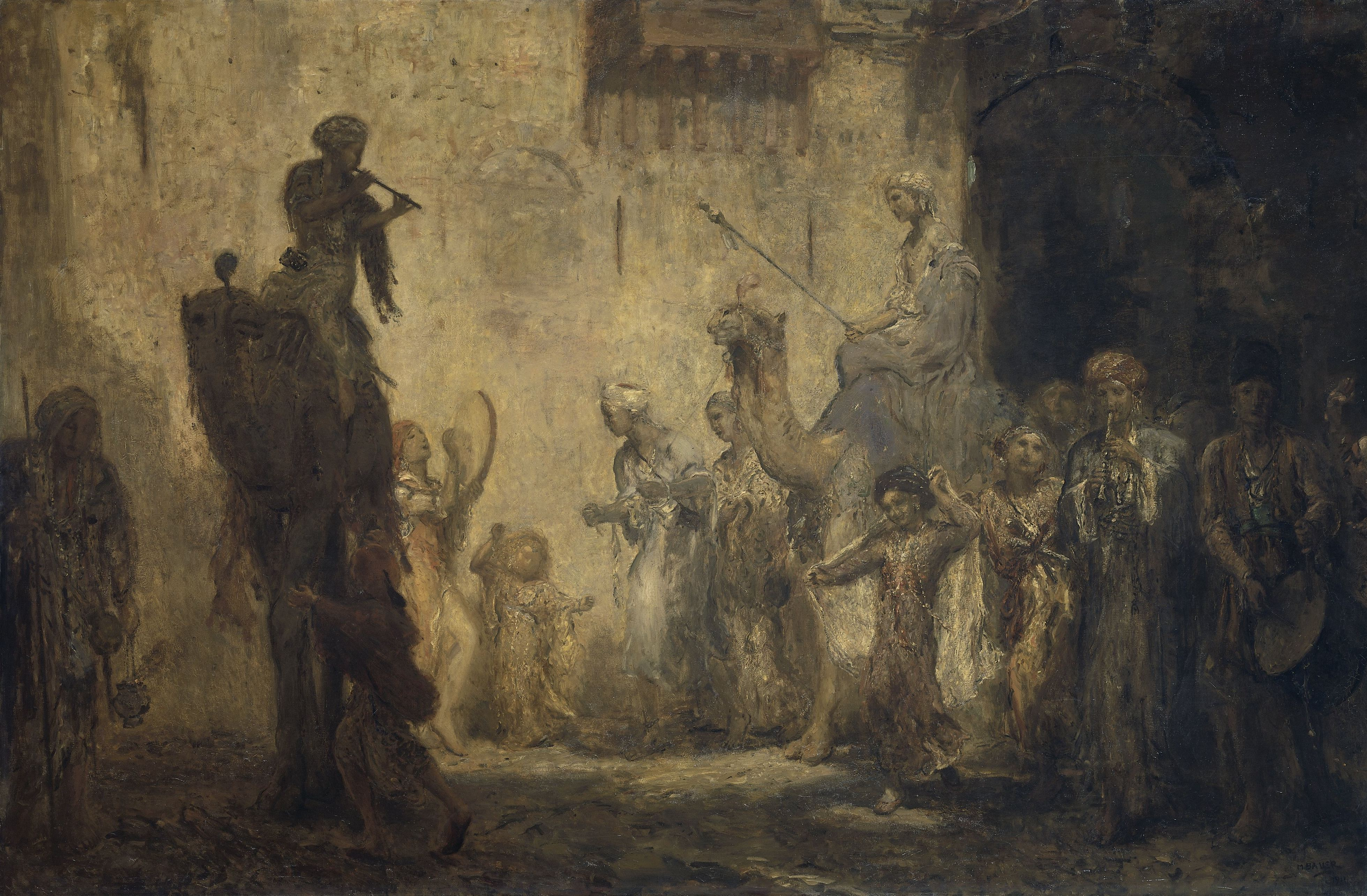
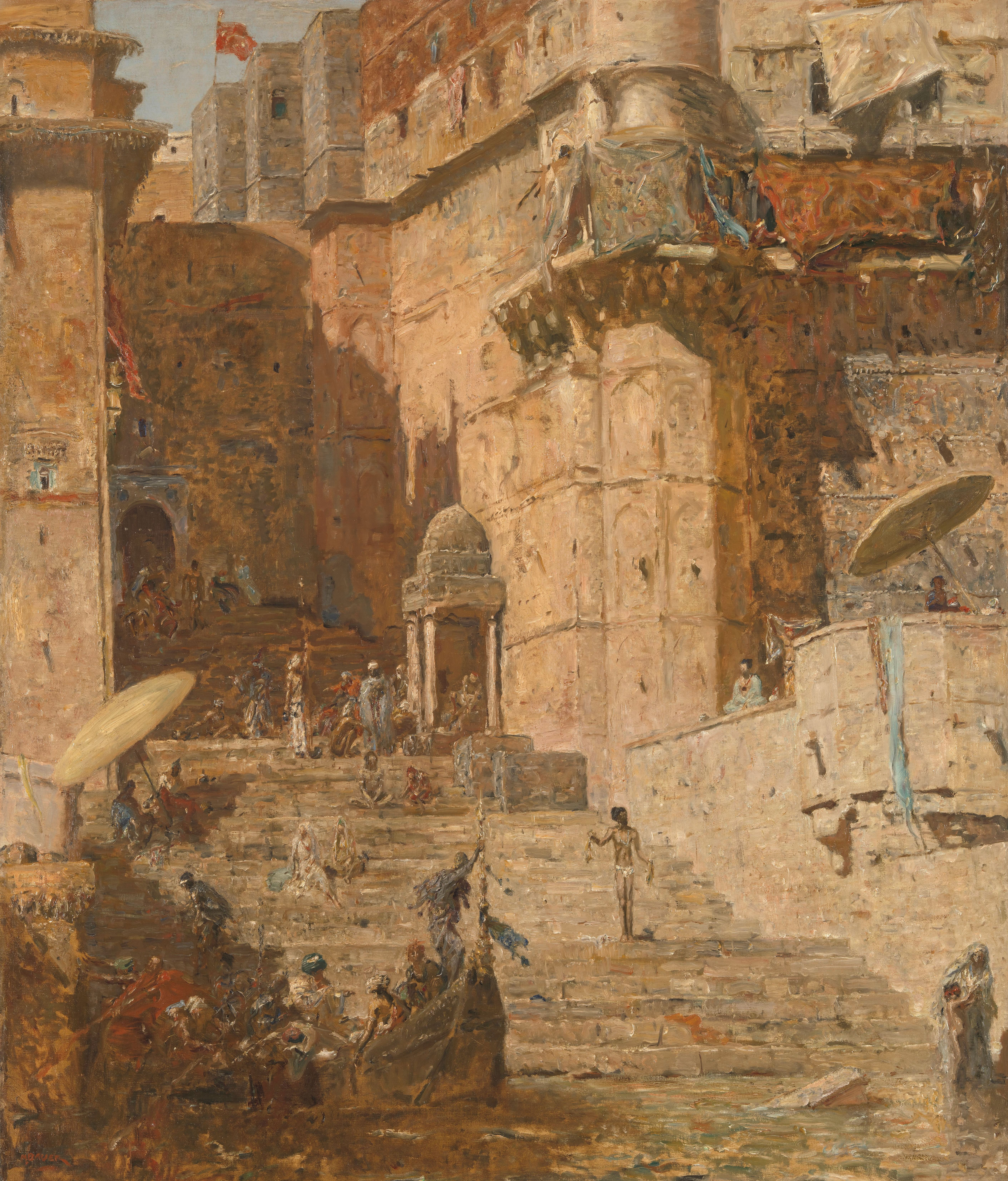
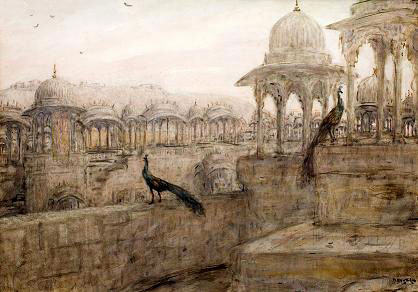
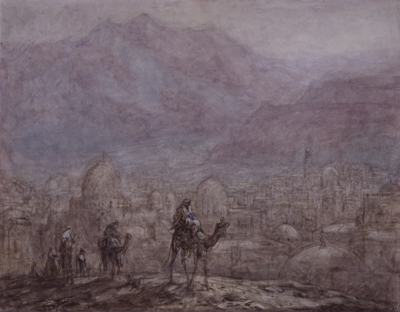